# Gerard Way
 (février 2011).
Si vous disposez d'ouvrages ou d'articles de référence ou si vous connaissez des sites web de qualité traitant du thème abordé ici, merci de compléter l'article en donnant les références utiles à sa vérifiabilité et en les liant à la section « Notes et références ».
Pour les articles homonymes, voir Way.
Gerard Way, né le 9 avril 1977 à Summit, est un musicien et auteur de bande-dessinée américain. Il est le leader et cofondateur du groupe My Chemical Romance de sa formation en 2001 jusqu'à sa séparation en 2013. Le groupe a ensuite repris ses activités en 2019. Il est aussi connu pour avoir écrit la bande-dessinée The Umbrella Academy, adaptée en série télévisée en 2019.

## Jeunesse
Gerard Way est né le 9 avril 1977 à Summit (New Jersey) aux États-Unis. Sa mère est Donna Lee (née Rush) et son père est Donald Way. Il est d'origine italienne du côté maternel et écossaise du côté paternel. Il a grandi à Belleville, New Jersey et a commencé à chanter en public en CM1 (4th grade), lorsqu'il a joué le rôle de Peter Pan dans une pièce à l'école.
Sa grand-mère maternelle, Elena Lee Rush, a eu une grande influence sur lui, lui apprenant à chanter, à peindre, et à se produire en public dès son plus jeune âge. Way a dit à ce sujet : « Elle m'a enseigné tout ce qu'elle savait ». De plus, le groupe de rock Bon Jovi a contribué à lui donner l'amour de la musique.
À 15 ans, Gerard Way a été menacé avec une arme à feu, comme il l'a relaté en avril 2008 lors d'une interview au magazine Rolling Stone: « J'ai été menacé avec un .357 Magnum, j'avais un revolver pointé sur la tête et j'étais allongé sur le sol, dans le style d'une exécution. » Il a poursuivi en disant que « ça n'a plus d'importance à quel point le monde est laid ou combien cela me semblait stupide, j'avais toujours la foi. ».
Way a fréquenté le lycée de Belleville jusqu'à obtenir son diplôme en 1995. Décidant de poursuivre ses études dans l'industrie de la BD, il est entré à l'école des Arts Visuels de New York et en est sorti diplômé en 1999,.

## Carrière

### Musique
Adolescents, Gerard Way et son frère Mikey Way, bassiste de My Chemical Romance, ont été influencés par des groupes tels que Iron Maiden et The Misfits autant que des artistes anglais comme Pulp, Blur, Morrissey et The Smiths. Gerard voulait, à l'origine, être guitariste : sa grand-mère lui acheta sa première guitare à 8 ans et il joua dans des petits groupes comme Ray Gun Jones et Nancy Drew avec son futur acolyte Ray Toro ; cependant, ces expériences n'ayant pas été convaincantes (un des groupes le vira à cause de son manque d'habileté à la guitare), il choisit de se concentrer sur sa carrière artistique.
Way travaillait en tant que stagiaire pour Cartoon Network à New York lors des attaques du 11 septembre 2001. Voir les effets de ces attaques de si près le conduisit dans les semaines qui suivirent à changer sa vision de la vie. Il dit au magazine Spin : « Je me suis littéralement dit 'Fuck l'art'. Je dois sortir de ma cave. Je dois voir le monde. Je dois faire la différence ». Pour aider à faire face aux effets émotionnels que les attaques ont eu sur lui, Way a écrit les paroles de la chanson Skylines and Turnstiles, qui a été identifié comme la première chanson de My Chemical Romance. Peu de temps après, le groupe était formé.
Way a contribué vocalement à des chansons telles que Kill The Music de Every Time I Die, Graduation Day de Head Automatica, In Defense Of The Genre de Say Anything et From My Cold Dead Hands et Barnabus Collins Has More Skeletons In His Closet Than Vincent Price de The Oval Portrait.
Dans de nombreuses interviews, Way a déclaré que la musique s'est avérée être un exutoire efficace pour faire face à ses batailles de longue date contre la dépression, l'alcoolisme et l'usage de drogues sur ordonnance. L'utilisation de la musique comme un moyen de résoudre ses batailles personnelles a contribué à l'écriture de chansons très personnelles comme Helena, qui a été écrite en mémoire de sa grand-mère.
En 2008, Way et le groupe Julien-K ont remixé une version de la chanson Sleep When I'm Dead de The Cure pour l'EP Hypnagogic States. Tous les profits tirés de la vente de l'EP sont allés à la Croix-Rouge.
En 2009, Way a participé à l'écriture de la chanson Safe and Sound et l'a interprétée avec le chanteur japonais Kyosuke Himuro.
En 2012, il effectue un featuring avec le DJ canadien Deadmau5 avec le titre Professional Griefers, un titre électro avec un zeste de rock dans l'interprétation, une mélodie addictive et des sons électriques. Cette collaboration entre Deadmau5 et Gerard Way était attendue depuis longtemps. On ne sait pas encore si ce featuring sera le seul présent sur le prochain disque de Deadmau5, l'artiste canadien restant particulièrement vigilant pour garder la surprise jusqu'au bout.
En 2013, My Chemical Romance se sépare sans raison particulière mais Gerard se lance dans une carrière solo puisque depuis le 19 août 2014, le clip du titre No Shows est publié sur Youtube. Titre d'un premier album solo, sorti le 30 août 2014, et s'intitulant Hesitant Alien.
En 2019, pour Halloween, My Chemical Romance annonce son retour sur des stories Instagram cryptiques avant de le confirmer dans un post confirmant un concert à Los Angeles le 20 décembre 2019.
Il réalisera plusieurs morceaux pour la bande originale de la série Umbrella Academy. En effet, le 24 janvier 2019, il sort une reprise de Hazy Shade of Winter de Simon & Garfunkel, en collaboration avec Ray Toro. Ce titre sera présent dans la bande annonce de la série. Le 8 février 2019, il sort une deuxième reprise cette fois du titre Happy Together du groupe The Turtles, toujours en collaboration avec Ray Toro. On peut retrouver cette chanson dans un épisode de la série. En 2020, Il participera également à la bande son de la deuxième saison avec Here Comes the End en collaboration avec la chanteuse Judith Hill. 
En 2022, il apparait en guest sur le premier album du projet solo du chanteur Matt Heafy de Trivium, appelé Ibaraki, sur la chanson Ronin, surprenant avec des vocaux Black metal.

### Écriture
Gerard Way a écrit sa première bande-dessinée à 16 ans, une série de BD courtes nommée On Raven's Wings. Elle a été arrêtée après le second épisode à cause de la dissolution de l'équipe artistique. Il y était crédité en tant que Garry Way.
En 2007, Way a commencé l'écriture de la série de la bande-dessinée The Umbrella Academy, qui a reçu le prix Eisner et le prix Harvey en 2008. Il a imaginé le scénario et illustré la version originale, mais le dessinateur Gabriel Bá a redessiné tous les dessins originaux de Way pour la version finale. Seuls quelques dessins des personnages de Gerard Way peuvent être aperçus dans les dernières pages de La Suite Apocalyptique. La bande-dessinée sera adaptée pour Netflix, sous la forme d'une série télévisée, en février 2019. Il en sera d'ailleurs le producteur exécutif. 
Gerard Way ainsi que Shaun Simon et Becky Cloonan ont travaillé sur une série de BD intitulée The True Lives of the Fabulous Killjoys, annoncée au Comic Con 2009 par Gerard Way. En 2011, My Chemical Romance a confirmé la relation entre la BD et leur dernier album, Danger Days: The True Lives of the Fabulous Killjoys.
En 2015 et 2016, Gerard Way signe chez DC Comics et annonce qu'il sera l'auteur, avec Nick Derrington, de la série Young Animal, reprenant de légendaires personnages de DC. La sortie du premier volet intitulé Doom Patrol aura lieu le 14 septembre 2016.
En 2024, il est annoncé que Way sortira une nouvelle bande dessinée, Paranoid Gardens, en collaboration avec Shaun Simon. Le premier tome sortira le 17 juillet de cette année.

### Dessins animés
En 2001, Gerard Way a co-créé le dessin animé The Breakfast Monkey, envoyé a Cartoon Network. Le projet n'a pas abouti à cause d'une trop grande similarité avec Aqua Teen Hunger Force.

## Vie personnelle
Gerard Way a eu des problèmes d'alcoolisme et de drogues pendant plusieurs années, mais il a tout arrêté en août 2004. Dans une interview au magazine Spin, il a annoncé qu'il était devenu une personne plus heureuse et se sentant plus sous contrôle, et il apprécie une goutte d'alcool occasionnellement.
Way a ensuite fréquenté sa coiffeuse Eliza Cuts de 2006 à juin 2007.
Il s'est marié à Lindsey Ballato (Lyn-Z du groupe Mindless Self Indulgence) le 3 septembre 2007 après le dernier concert du Projekt Revolution tour 2007 dans le Colorado. Il vit actuellement à Los Angeles avec sa femme et sa fille Bandit Lee Way, née le 27 mai 2009.
Gerard Way a confirmé sur sa page Twitter qu'il est végétarien.

## Œuvres

### Discographie

#### Solo

##### Album
- 2014 : Hesitant Alien

##### Autre
- O Waly, Waly (2014)
- Pinkish / Don't Try (2016)
- Into the Cave We Wander (2016)
- Baby You're a Haunted House (2018)
- Getting Down the Germs (2018)
- Dasher (featuring Lydia Night) (2018)
- Hazy Shade of Winter (featuring Ray Toro) (2019)
- Happy Together (featuring Ray Toro) (2019)
- Here Comes the End (featuring Judith Hill) (2020)

##### Featurings
- Jet Black New Year (Thursday, 2002)
- Devil in Mexico (Murder by Death, 2003)
- Barnabus Collins Has More Skeletons in His Closet than Vincent Price (by The Oval Portrait, 2003)
- From My Cold Dead Hands (The Oval Portrait, 2003)
- Kill the Music (Every Time I Die, 2005)
- Graduation Day (Head Automatica, 2006)
- In Defense of the Genre (Say Anything, 2007)
- Safe and Sound (Kyosuke Himuro, 2009)
- My Space (Evelyn Evelyn, 2010)
- Professional Griefers (Deadmau5, 2012)
- Falling in Love (Will Kill You) (Wrongchilde, 2014)
- Louder Than Your Love (Andy Black, 2016)
- Sailor in a Life Boat (Euringer, 2018)
- Rōnin (Ibaraki, 2022)

#### My Chemical Romance
| 2002                                              | I Brought You My Bullets, You Brought Me Your Love - Sortie: 23 juillet 2002 - Label: Eyeball Records - Format: CD, CS, DD, Enhanced CD, LP record | —  | —  | —  | —  | —  | —  | 250 | —  | —  | — | 129 |  |
| 2004                                              | Three Cheers for Sweet Revenge - Sortie: 8 juin 2004 - Label: Reprise Records - Format: CD, CD+DVD, CS, DD, LP                                     | 28 | 38 | 73 | —  | 57 | 36 | 73  | —  | 30 | — | 34  |  |
| 2006                                              | The Black Parade - Sortie: 23 octobre 2006 - Label: Reprise Records - Format: CD, CS, DD, Enhanced CD, 2×LP                                        | 2  | 3  | 4  | 2  | 11 | 5  | 10  | 35 | 1  | 4 | 2   |  |
| 2010                                              | Danger Days: The True Lives of the Fabulous Killjoys - Sortie: 22 novembre 2010 - Label: Reprise Records - Format: CD, DD                          | 8  | 10 | 15 | 13 | 18 | 14 | 8   | 9  | 4  | — | 14  |  |
| "—" indique que la valeur n'a pas été communiquée | |    |    |    |    |    |    |     |    |    |   |     |  |

### Comics
- The Umbrella Academy
  - La Suite apocalyptique (trad. de l'anglais), Delcourt, 25 mars 2009 (réimpr. 2019) (1re éd. 2008) (ISBN 978-2-7560-1717-4)
  - Dallas (trad. de l'anglais), Delcourt, 3 février 2010 (réimpr. 2019) (1re éd. 2009) (ISBN 978-2-7560-2150-8)
  - Hôtel Oblivion (trad. de l'anglais), Delcourt, 17 septembre 2019 (1re éd. 2019) (ISBN 978-2-413-01296-2)
  - Les Contes de la Umbrella Academy : Tu pues la mort ! (trad. de l'anglais), Delcourt, 25 aout 2021 (1re éd. 2021) (ISBN 978-2-413-04187-0)
- The True Lives of the Fabulous Killjoys
  - (en) The True Lives of the Fabulous Killjoys, Dark Horse Comics, 20 mai 2014 (ISBN 978-1595824622)
- Doom Patrol
  - Gerard Way présente Doom Patrol (trad. de l'anglais), Urban Comics, 11 octobre 2019 (ISBN 979-1-026-81718-5)

## Prix et récompenses
- 2008 : Prix Eisner de la meilleure mini-série pour Umbrella Academy (avec Gabriel Bá)
- 2008 : Prix Harvey de la meilleure nouvelle série pour Umbrella Academy (avec Gabriel Bá)

## Référence
1. ↑  (en) « Radio 1 Presents... My Chemical Romance », BBC Radio 1 From the radio interview
2. 1 2  (en) « Gerard's Biography », ImNotOkay.net (consulté le 8 avril 2007)
3. ↑  Gerard Way & Jon Bon Jovi - Interview - YouTube
4. ↑  (en) « Future of Music: Gerard Way », rollingstone.com (consulté le 28 février 2011)
5. ↑  Geeks become No1 emo stars, The Sun, 23 octobre 2006. "His is taken from the 1995 yearbook for Belleville High School, New Jersey, when Gerard, then 18, posed for the camera alongside other students in his leaving year."
6. ↑  Gustines, George Gene. "Superhero Stylings From Stars of Pop", The New York Times, 20 octobre 2007. Consulté le 27 novembre 2007. "For Mr. Way, “Umbrella Academy” was another way to be productive when he wasn’t recording with the band. It also used skills he developed as a student at the School of Visual Arts in Manhattan."
7. ↑  SPIN Magazine Cover Stories My Chemical Romance, Spin magazine, 31 mai 2005 “I literally said to myself, ‘Fuck art. I’ve gotta get out of the basement. I’ve gotta see the world. I’ve gotta make a difference.’”
8. ↑  (en) « My Chemical Romance Biography », Yahoo.com (consulté le 10 février 2007)
9. ↑  « My Chemical Romance », sur Britannica (consulté le 7 février 2025).
10. ↑  (en) « My Chemical Romance Biography », Allmusic (consulté le 10 février 2007)
11. ↑  (en-GB) « Listen to Gerard Way cover Simon & Garfunkel's 'Hazy Shade Of Winter' as trailer for 'The Umbrella Academy' is released », sur NME, 24 janvier 2019 (consulté le 6 juin 2022)
12. ↑  (en-GB) « Listen to Gerard Way's cover of The Turtles' 'Happy Together' », sur NME, 8 février 2019 (consulté le 6 juin 2022)
13. ↑  (en-US) Variety Staff et Variety Staff, « My Chemical Romance’s Gerard Way Drops New Song, ‘Here Comes the End,’ From ‘Umbrella Academy’ (Listen) », sur Variety, 8 juillet 2020 (consulté le 6 juin 2022)
14. ↑  (en) « Exclusiver First Look at MCR's Gerard Way's On Raven's Wings », pulpsecret.com
15. ↑  Jaime Bonkowski de Passos et Elise Charneau, « "The Umbrella Academy" : une apocalypse avec le sourire "Made in Netflix" », Actua BD, 30 août 2020.
16. ↑  (en-US) Elizabeth Wagmeister et Elizabeth Wagmeister, « ‘Umbrella Academy’ Series Based on Comic Books Headed to Netflix », sur Variety, 11 juillet 2017 (consulté le 6 juin 2022)
17. ↑  {{https://www.darkhorse.com/Blog/4023/things-get-a-bit-bizarre-in-gerard-way-shaun-simon}}
18. ↑  (en) « Gerard Way Biography », TV.com (consulté le 14 septembre 2007)
19. ↑  (en) « Im Not Okay »
20. ↑  (en) « Rockpulse »
21. ↑  (en) « MCR: Gerard ties the knot » (consulté le 5 septembre 2007)
22. ↑  KROQ interview with Kevin & Bean, 14 juillet 2008
23. ↑  Twitter.com
24. ↑  (en) Gerard Way, « From this day on-I will no longer put anything into my body that came from an animal #dairyandhoneydontcount #talkingaboutfood », sur @gerardway, 16 mai 2013 (consulté le 27 février 2019)
25. 1 2  « My Chemical Romance - Charts & Awards - Billboard Albums », AllMusic (consulté le 5 septembre 2010)
26. ↑  « Australian Album Charts Search for My Chemical Romance », Hung Medien (consulté le 5 septembre 2010)
27. ↑  (de) « Austrian Album Charts Search for My Chemical Romance », Hung Medien (consulté le 5 septembre 2010)
28. ↑  (de) « Chartverfolgung: My Chemical Romance - Longplay », Media Control Charts (consulté le 2 octobre 2010)
29. ↑  « Irish Charts Search for My Chemical Romance », Hung Medien (consulté le 5 septembre 2010)
30. ↑  (ja) « マイ・ケミカル・ロマンス », Oricon (consulté le 5 septembre 2010)
31. ↑  « Mexican Album Charts Search for My Chemical Romance », Hung Medien (consulté le 5 septembre 2010)
32. ↑  « New Zealand Album Charts Search for My Chemical Romance », Hung Medien (consulté le 5 septembre 2010)
33. ↑  « Swedish Album Charts Search for My Chemical Romance », Hung Medien (consulté le 5 septembre 2010)
34. ↑  « UK Chart Log Search for M », Zobbel (consulté le 5 septembre 2010)